# Marianne Williamson

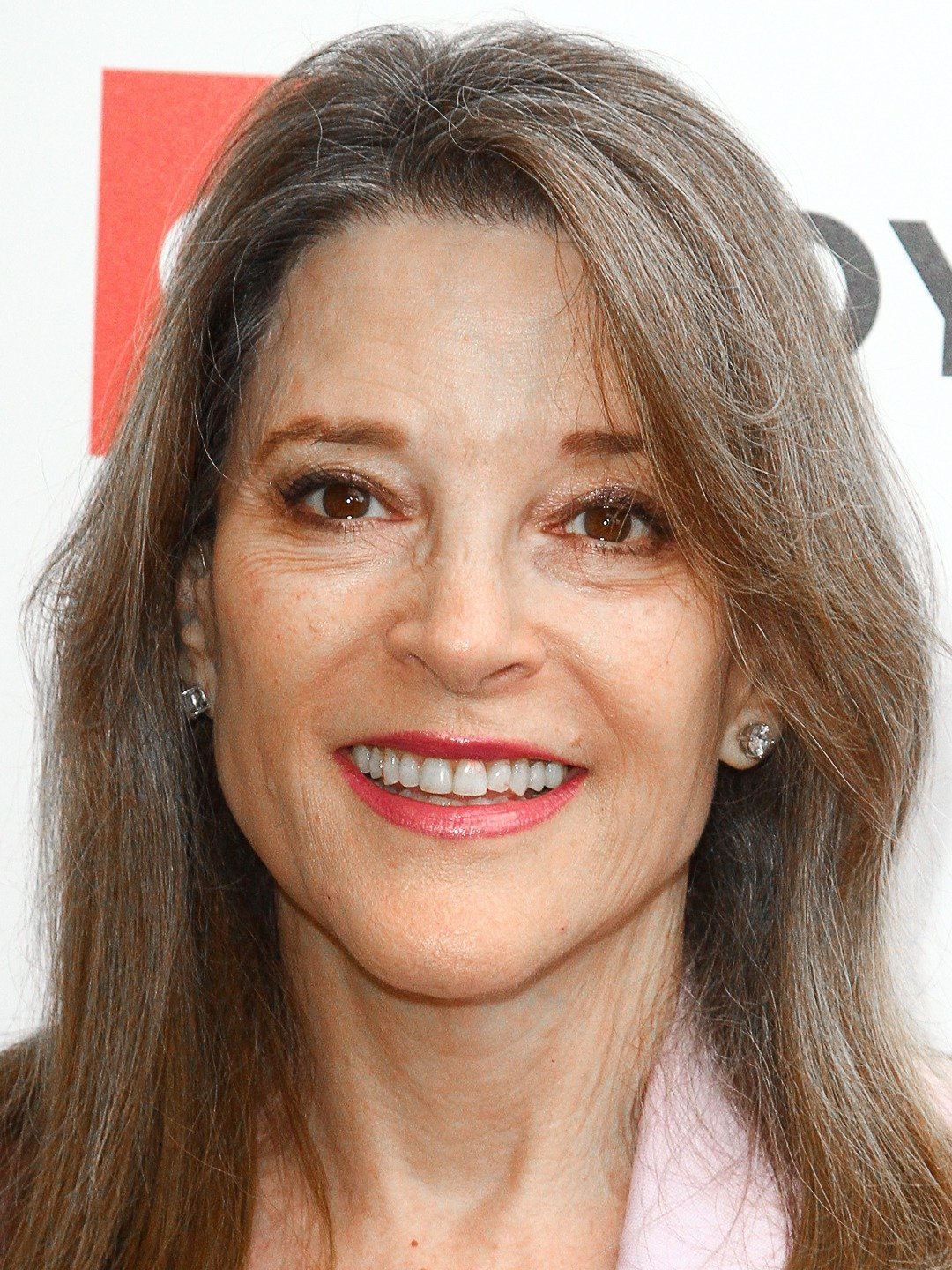
Marianne Williamson (2019)

Marianne Deborah Williamson (* 8. Juli 1952 in Houston, Texas) ist eine US-amerikanische spirituelle Lehrerin, Autorin, Unternehmerin, Aktivistin und Politikerin. Sie veröffentlichte zwölf Bücher, von denen viele Bestseller wurden. In den Jahren 2020 und 2024 bewarb sie sich vergeblich für die Nominierung als Präsidentschaftskandidatin der Demokratischen Partei.

## Leben
Williamson wuchs als Tochter eines Anwaltes in einer konservativ-jüdischen Familie auf. Die High School absolvierte sie in Bellaire. Sie studierte Theaterwissenschaften und Philosophie am Pomona College in Claremont, Kalifornien, und begann in den späten 1970er Jahren, als Kabarettistin und Sängerin in New York City aufzutreten.
Williamson versuchte 2014, in Kalifornien als Unabhängige für den Kongress der Vereinigten Staaten zu kandidieren, und erreichte in den Vorwahlen mit 13 Prozent den vierten Platz der Vorwahlen im 33. Kongresswahlbezirk. Am 19. Januar 2019 gab sie ihre Kandidatur für die Präsidentschaftswahl in den Vereinigten Staaten 2020 bekannt, diesmal für die Demokratische Partei. Am 10. Januar 2020 gab sie bekannt, ihre Kandidatur aufzugeben.

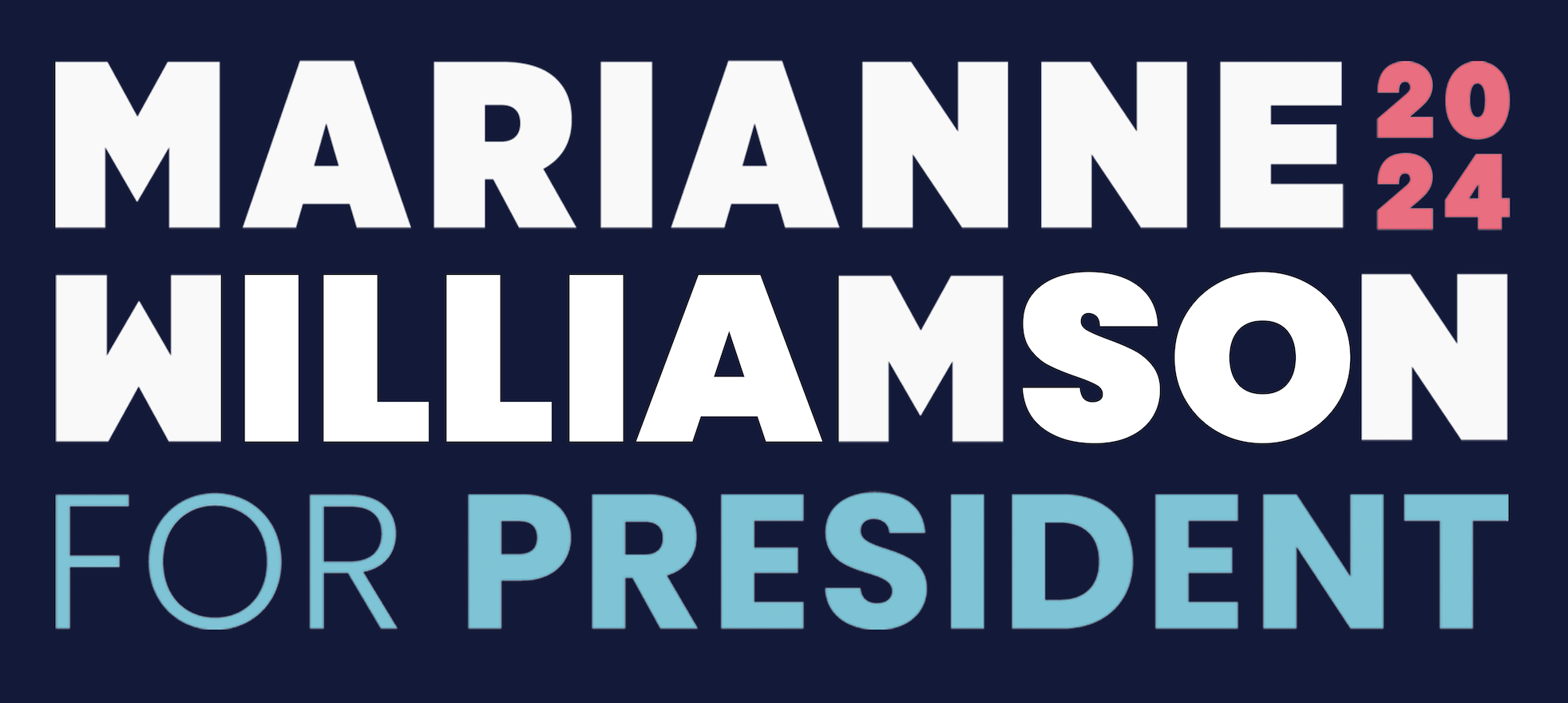
Logo von Williamsons Kampagne 2024

Am 23. Februar 2023 erklärte sie, bei den demokratischen Präsidentschaftsvorwahlen 2024 erneut für das Präsidentenamt zu kandidieren, den amtierenden Präsidenten Joe Biden herauszufordern. Sie begann ihre Kampagne am 4. März 2023.
Im März 2023 zitierte die US-amerikanische Tageszeitung Politico Mitarbeiter aus ihrer Kampagne im Jahr 2020 und 2024, ihr Arbeitsverhältnis sei „toxisch“, „erschreckend“ und „traumatisch“ gewesen. Williamson habe mit Telefonen geworfen und ihre Angestellten angebrüllt. Daneben habe sie als Reaktion auf die Organisation eines Wahlkampfauftritts in South Carolina auf ein Auto eingeschlagen, sodass ihre geschwollene Hand medizinisch behandelt werden musste. Später gab sie letzteres Ereignis zu, dementierte aber den Vorwurf des Werfens von Telefonen und erklärte, dass sie unter Umständen „einige Lektionen“ zu lernen habe.
In der ersten demokratischen Vorwahl am 23. Januar 2024 in New Hampshire erhielt Williamson vier Prozent der Stimmen, woraufhin sie in einer Videokonferenz mit Freiwilligen ihre Absicht zum Ausstieg aus dem Vorwahlkampf kundtat. Nachdem dieses Vorhaben aber auf der Plattform X geleakt wurde, entschied sie sich zunächst, ihre Kampagne fortzusetzen. In den Vorwahlen in South Carolina am 3. Februar und in Nevada am 6. Februar erhielt sie 2,1 bzw. 2,9 Prozent der Stimmen, weshalb sie am 7. Februar 2024 ihre Bewerbung zurückzog. Nachdem sie in der Vorwahl in Michigan jedoch drei Prozent der Stimmen erhalten hatte, stieg sie am 28. Februar 2024 wieder in das Rennen ein. In den Vorwahlen am Super Tuesday am 5. März konnte sie zwar wie im Falle von Oklahoma bis zu 9,1 Prozent der Stimmen erringen, blieb aber mit weitem Abstand hinter Joe Biden und gab am 11. Juni nach den letzten Vorwahlen, als dieser bereits lange als Kandidat der Demokraten feststand, ihren erneuten Rückzug bekannt, ohne Delegierte für den Nominierungsparteitag der Demokraten gewonnen zu haben.
Als nach der Fernsehdebatte von Joe Biden und Donald Trump am 27. Juni Rückzugsforderungen gegenüber ersterem laut wurden, gab Williamson am 2. Juli bekannt, sich als Ersatzkandidatin zu bewerben. Als sich nach Bidens Rückzug von der Kandidatur am 21. Juli die Partei aber hinter Vizepräsidentin Kamala Harris als neuer Kandidatin vereinigte, beendete sie ihre Kampagne final am 29. Juli 2024.

## Werke
- Rückkehr zur Liebe. Goldmann, 1993, ISBN 978-3-442-12209-7 (englisch: Return to love. 1992.).
- Die Wiederentdeckung des Weiblichen. Goldmann, 1995, ISBN 978-3-442-12246-2 (englisch: A woman's worth. 1994.).
- Verzauberte Liebe. Ullstein, 2001, ISBN 978-3-548-74026-3 (englisch: Enchanted love. 2001.).
- Das Geschenk der Wandlung. Goldmann, 2006, ISBN 978-3-442-21744-1 (englisch: The gift of change. 2006.).
- Lebensmitte – Zeit für Wunder. Knaur, 2010, ISBN 978-3-426-65645-7 (englisch: The age of miracles. 2009.).
- The Shadow Effect: Echter! Freier! Glücklicher! J. Kamphausen, 2011, ISBN 978-3-89901-511-9 (englisch: The shadow effect. 2011.).
- Ein Kurs im Abnehmen. Goldmann, 2012, ISBN 978-3-442-21964-3 (englisch: A course in weight loss. 2010.).
- Das Gesetz des göttlichen Ausgleichs. Ansata, 2014, ISBN 978-3-7787-7490-8 (englisch: The law of divine compensation. 2012.).
- Ein Jahr in Wundern. Ansata, 2015, ISBN 978-3-7787-7507-3 (englisch: A year of miracles. 2007.).
- Du bist stärker als dein Schmerz. Trinity, 2017, ISBN 978-3-95550-221-8 (englisch: Tears to Triumph. 2016.).